# Тепловий рух

Тепловий рух сегмента білкової молекули.

Теплови́й рух — хаотичний рух мікрочастинок (молекул і атомів), з яких складаються всі тіла.
Кінетична енергія теплового руху зростає разом з підвищенням температури.
Частинки газів хаотично рухаються по всьому об'єму газу, часто зіштовхуючись між собою і зі стінками посудини.

Частинки рідин коливаються біля своїх положень рівноваги, зрідка перескакуючи з одного такого положення в інше.
У твердих тілах тепловий рух — повільне коливання частинок біля своїх положень рівноваги.